# Sonate K. 492
La sonate K. 492 (F.436/L.14) en ré majeur est une œuvre pour clavier du compositeur italien Domenico Scarlatti.

## Présentation
La sonate K. 492 est en triptyque avec les sonates  K. 490 et 491. La parfaite maîtrise d'écriture musicale est jointe à une remarquable économie de moyens. Elle fait preuve d'une vigueur exceptionnelle et d'une grande énergie rythmique. C'est une danse de musique folklorique espagnole, toute empreinte de l'ambiance flamenca, où différentes danses sont évoquées comme la bulería, le fandango portugais et la tarentelle napolitaine où, typiquement, alternent le mode majeur et le mode mineur.

## Manuscrits
Le manuscrit principal est le numéro 9 du volume XII de Venise (1756), copié pour Maria Barbara ; l'autre étant Parme XIV 9. Les autres sources sont Münster I 27 et Vienne C 22.

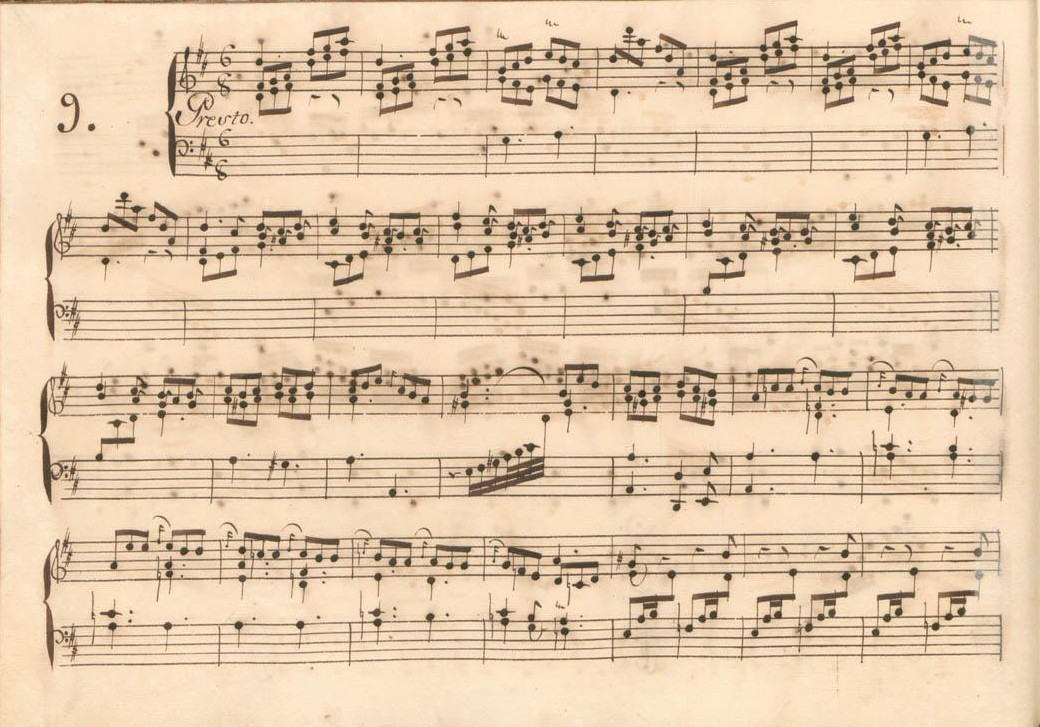
Parme XIV 9.
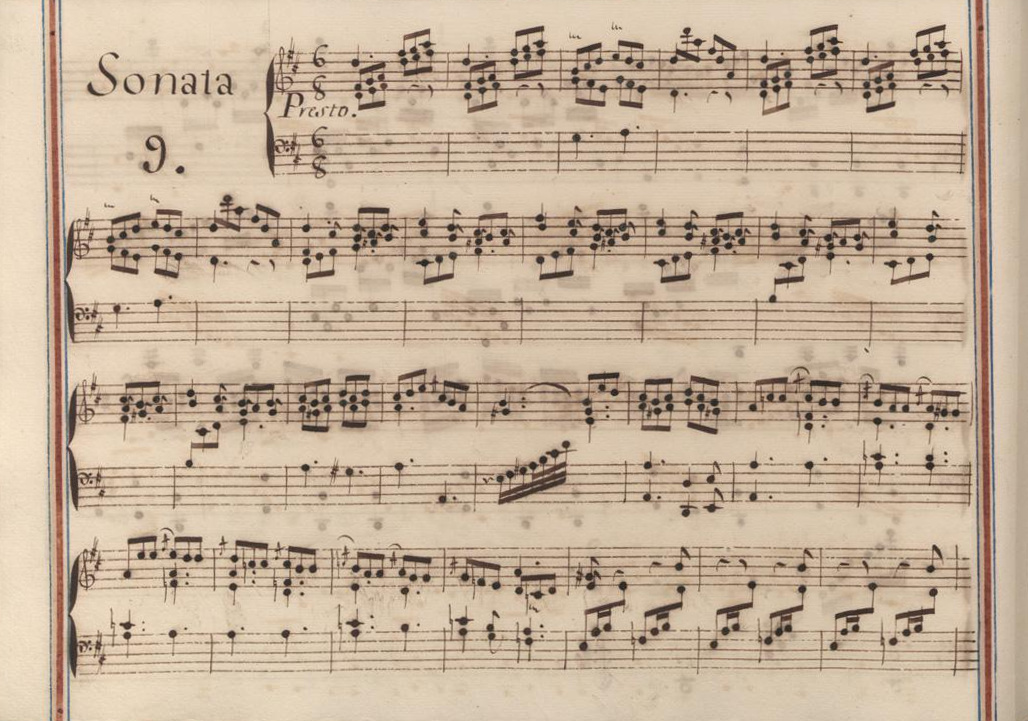
Venise XII 9.

## Interprètes
La sonate K. 492 est interprétée au piano notamment par Kathleen Long (1950, Decca), Marcelle Meyer, Aldo Ciccolini (1962), Anne Queffélec (1970, Erato), Christian Zacharias (EMI) et plus récemment Mūza Rubackytė (2000), Ievgueni Soudbine (2004, BIS Records), Linda Nicholson (2004, Capriccio), Angela Hewitt (2017), Federico Colli (2018), Margherita Torretta (14-16 avril 2019, Academy Productions), Elisabeth Brauß (Festivaldebüts, 2019, Ruhr festival, vol. 38) et Hikari Fukuda (2025, OMF).
Au clavecin l'interprètent, notamment Gustav Leonhardt (1970, DHM), Trevor Pinnock (1981, CRD ; 2014, Linn), Scott Ross (1983, Radio Canada/Les Disques SRC/CBC Records ; 1985, Erato ; concert 1986, INA/Diapason), Kenneth Gilbert (1987, Novalis), Ton Koopman (1986, Capriccio), Andreas Staier (1990, DHM), Władysław Kłosiewicz (1997, CD Accord), Sophie Yates (1997, Chandos), Nicolau de Figueiredo (2001, Intrada), Kenneth Weiss (2002, Satirino), Pierre Hantaï (2002, Mirare, vol. 1) et nouvellement Justin Taylor (2018, Alpha).

## Sources
: document utilisé comme source pour la rédaction de cet article.
- Ralph Kirkpatrick (trad. de l'anglais par Dennis Collins), Domenico Scarlatti, Paris, Lattès, coll. « Musique et Musiciens », 1982 (1re éd. 1953 (en)), 493 p. (OCLC 954954205, BNF 34689181).
- Alain de Chambure, « Domenico Scarlatti : Intégrale des sonates — Scott Ross », Erato (2564-62092-2), 1985 (OCLC 891183737) .
- Roland de Candé, Les chefs-d'œuvre classiques de la musique, Paris, Seuil, 2000, 802 p. (ISBN 2-02-039863-X, OCLC 46473027, BNF 37105991), p. 614.
- Angela Hewitt, « Sonates pour clavier, vol. 2 », p. 12, Hyperion, 2017 (OCLC 1033467826) .